# Atsushi Yanagisawa
Atsushi Yanagisawa (Toyama, 27. svibnja 1977.) bivši je japanski nogometaš.

## Klupska karijera
Igrao je za Kashima Antlers, Sampdoria, Messina, Kyoto Sanga FC i Vegalta Sendai.

## Reprezentativna karijera
Za japansku reprezentaciju igrao je od 1998. do 2006. godine. Za japansku reprezentaciju odigrao je 58 utakmica postigavši 17 pogodaka.
S japanskom reprezentacijom Atsushi Yanagisawa je igrao na dva svjetska prvenstva (2002. i 2006.) dok je 2000. s Japanom osvojio AFC Azijski kup.

## Statistika
| Japan  | Japan | Japan |
| Godina | Nas.  | Gol.  |
| ------ | ----- | ----- |
| 1998.  | 2     | 0     |
| 1999.  | 4     | 0     |
| 2000.  | 10    | 4     |
| 2001.  | 6     | 5     |
| 2002.  | 9     | 0     |
| 2003.  | 5     | 2     |
| 2004.  | 8     | 2     |
| 2005.  | 10    | 4     |
| 2006.  | 4     | 0     |
| Ukupno | 58    | 17    |

## Vanjske poveznice
- National Football Teams
- Japan National Football Team Database